# Leuchtendatei für Unfallfluchtnachforschungen
Die Leuchtendatei für Unfallfluchtnachforschungen, kurz LUNA, dient der Identifizierung von Automobil-Modellen nach einem Verkehrsunfall mit Fahrerflucht. Die Datenbank des Bundeskriminalamts besteht seit Anfang der 1970er Jahre. Sie umfasste Ende 2007 rund 53.000 Datensätze mit mehr als 220.000 Einzelinformationen.

## Funktionsweise
Die LUNA basiert auf der Tatsache, dass bei Verkehrsunfällen häufig Fragmente von den unfallbeteiligten Fahrzeugen zurückbleiben. Diese können nachfolgend ausgewertet werden. LUNA bietet die Möglichkeit, anhand von gefundenen Identifikations- und Prüfnummern, die für lichttechnische Einrichtungen der verschiedensten KFZ erforderlich und auf diesen angebracht sind, auf das Fahrzeugmodell sowie Typ und Baujahr zu schließen. Zusätzlich können Firmenbezeichnungen, Ordnungs- oder Teilenummern, die von den Herstellern angebracht sind, Aufschluss über den Fahrzeugtyp geben.